# Acaena stangii
Acaena stangii es una especie de planta del género Acaena, perteneciente a la familia Rosaceae.

## Taxonomía
Acaena stangii fue descrita por Christoph. en 1944.

## Distribución
Se encuentra en el territorio de Tristán de Acuña.